# Georg Wilhelm Otto von Ries

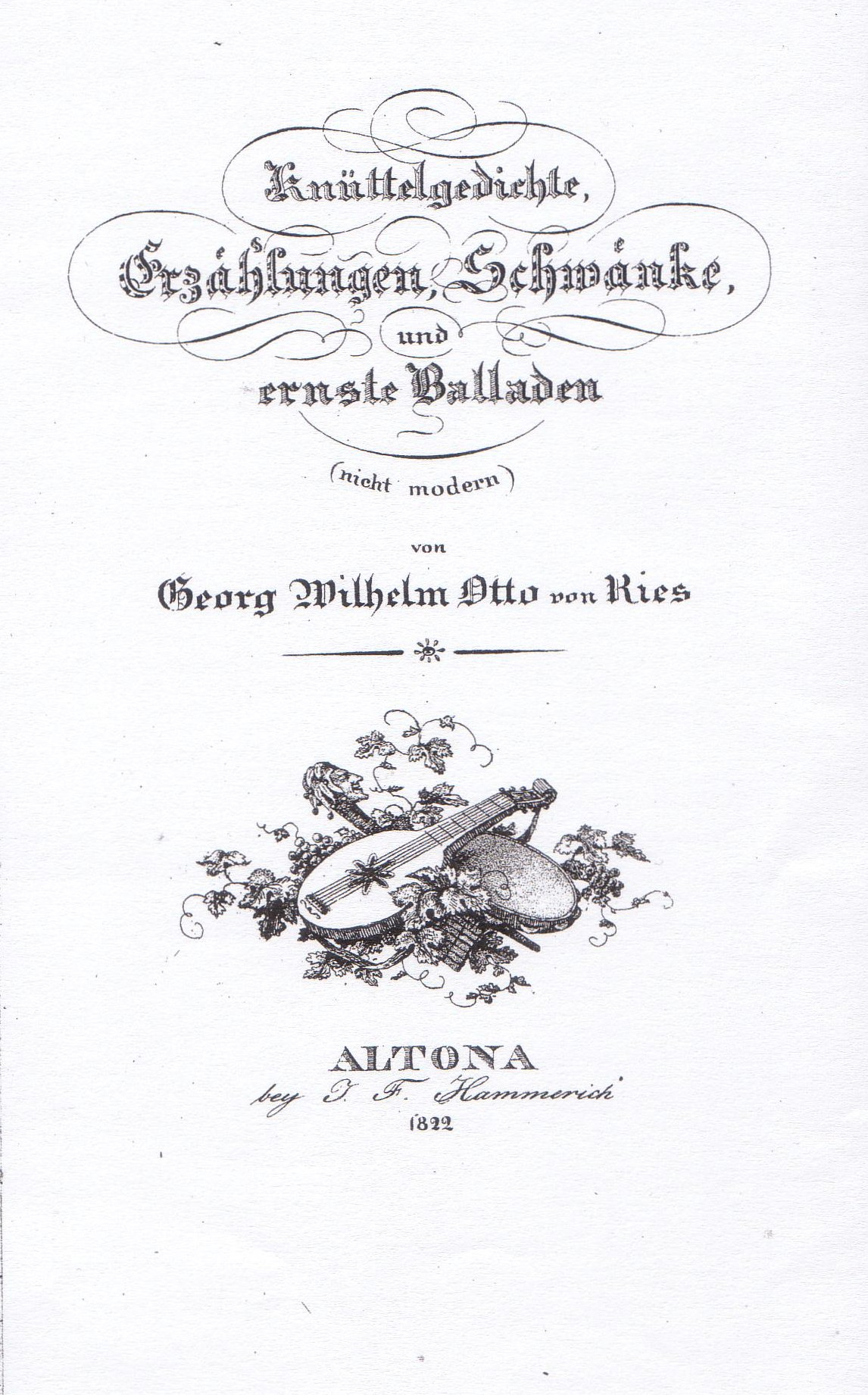
Titelblatt der Knüttelgedichte

Georg Wilhelm Otto von Ries (* 5. April 1763 in Hanau; † 25. September 1846 in Kopenhagen) war ein Offizier und Schriftsteller.

## Herkunft
Seine Eltern waren Kraft Georg von Ries und dessen Ehefrau Charlotte Christine Niemeyer. Sein Vater war Assessor in der Rentkammer, Vorsteher der Münze und der Klassenlotterie.

## Leben
Da sein Vater früh verstarb, sorgten seine Mutter und sein Onkel, der hanauische Geheime Regierungsrat von Ries, für seine Erziehung. Dieser war auch als Diplomat tätig und kannte daher die regierende Landgräfin von Hessen, eine Schwester des dänischen Königs Christian VII. Sie sorgte dafür das Ries 1775 das dänische Indigenat erhielt.
Seine Schulbildung erhielt er aber auf der Höheren Schule in Hanau und später auf der Universität Gießen, wo er eigentlich Jura studieren sollten. Er zeigte aber wenig Interesse und studierte lieber Mathematik und Militärwissenschaften. Noch während seines Studiums wurde er Seconde-Lieutenant im schleswigschen Infanterie-Regiment, mit dem Auftrag seine Studien in Gießen weiter zu führen. Er blieb dort bis 1784, im gleichen Jahr rettete er zwei Menschen vor dem Ertrinken. So reiste er anschließend in Begleitung des Landgrafen Karl von Hessen nach Schleswig, um seinen Dienst im Regiment anzutreten. Bei einem Manöver im Jahr 1787 in Rendsburg kam er als Ordonnanzoffizier zum Kronprinzen Friedrich. 1788 kam er als Gehilfe zum Generalquartiermeister, während des Feldzuges von 1788 konnte er seine militärischen Kenntnisse erheblich ausweiten. Nach Ende des Krieges wurde er 1789 vom Kronprinzen zu seinem Adjutanten ernannt und in das Regiment des Kronprinzen versetzt. 1791 wurde er Hauptmann und Kompaniechef im königlichen Regiment, später kam er zum Marinekorps. Im Jahr 1795 wurde er auf eine 18-monatige Reise durch Deutschland geschickt, um dort die Truppen im Ersten Koalitionskrieg zu beobachten. In Frankfurt am Main traf er erneut den Kronprinzen, den er nun begleitete. Nach seiner Rückkehr nach Kopenhagen nahm er wieder seinen Dienst als Adjutant des Kronprinzen auf, bis ihn dieser als Begleitung des Prinzen Karl von Hessen auf eine 8-monatige Reise nach Wien schickte. Im Jahr 1801 wurde er zum Major und Bataillonskommandeur befördert. Im gleichen Jahr wurde Generaladjutant und Begleiter des Königs Christian VII., wenig später wurde er zum Oberst befördert. Er gelang ihm eine Freundschaft zu dem menschenscheuen Monarchen aufzubauen.
Als es 1807 zum Krieg zwischen England und Dänemark kam, wollte auch Ries sich melden wurde aber als Begleitung des Königs abkommandiert, da der Kronprinz einen zuverlässigen Wächter an der Seite seines Vaters wünschte. Nachdem die Briten den Belt blockierten, sollte der König unerkannt an Bord eines Postschiffes evakuiert werden. Die Sache wurde verraten aber als die Briten das Schiff anhielten und durchsuchten konnte Ries glaubhaft die Tarnung erhalten. So gelangten sie nach Nyborg und von dort über Land nach Odense und schließlich nach Rendsburg, wo der Hof hin evakuiert wurde. Nach dem Tod des Königs im Jahr 1808 in Rendsburg, verließ Ries, inzwischen zum Kammerherren ernannt, den Hofdienst. Er erhielt Kommumämter die ihn nach Fehmarn, Altona, Ploen, Ratzeburg und Kopenhagen führten. Dabei beschäftigte er sich viel mit literarischen Arbeiten.
Für seine Verdienste ernannte ihn der dänische König Christian VIII. zum Ritter des Danebrog-Ordens und im Jahr 1842 auch zum Kommandeur des Danebrog-Ordens. Er lebte sein 1841 wieder in Kopenhagen mit seiner Familie, wo er im Jahr 1846 plötzlich erkrankte und am 25. September 1846 starb.
Er war Mitglied der Altertumsgesellschaft in Kopenhagen und beschäftigte sich mit den Altisländischen Runen, auch übersetzte er altisländisches ins Deutsche. Er sprach neben isländisch und Dänisch auch Deutsch, Englisch und Italienisch. Weniger fließend sprach er spanisch, russisch, böhmisch und schwedisch. Ferner erfand er noch in seiner Zeit bei Christian VII. ein mathematisches Instrument namens Toponom, wo für ihm die Gesellschaft der Wissenschaften in Kopenhagen 1804 eine Medaille verlieh. Als daraufhin Angebote kamen, ins Ausland zu wechseln, lehnte er aber ab.

## Werke
- Gedichte seinen Freunden gewidmet. Herausg. von Anton Friedrichsen. Morthorst, Kopenhagen 1792
- Balladen, andere Gedichte und kritische Versuche: Vom Kammerherrn, Generaladjutanten.  Schubothe, Kopenhagen  1817
- Die höchstmerkwürdigen 95 Theses oder Streitsätze Sr. Hochehrwürden Herrn Claus Harms (Archidiakonus an der St. Nikolaikirche in Kiel.) welche Derselbe im Jahr 1817 dem Volke würklich durch den Druck zur Prüfung und Beherzigung übergeben hat, beleuchtet von Einem aus dem Volke, dem ächte Religiosität, Wahrheit und Vernunft heilig sind. Altona 1818
- Knüttelgedichte, Erzählungen, Schwänke und ernste Balladen (nicht modern). Hammerich, Altona 1822